# Dendronephthya masoni
Dendronephthya masoni is een zachte koraalsoort uit de familie Nephtheidae. De koraalsoort komt uit het geslacht Dendronephthya. Dendronephthya masoni werd in 1909 voor het eerst wetenschappelijk beschreven door Henderson. 